# Pembroke Dock
Pembroke Dock (en gal·lès Doc Penfro) és una ciutat i port en el comtat gal·lès de Sir Benfro. Està situada a la desembocadura del riu Cleddau, en la badia d'Aberdaugleddau, i és la tercera ciutat més gran del comtat.

## Història
Abans del 1814, l'àrea que ara ocupa aquesta població era -en general- terrenys agrícoles, i la zona rebia el nom de Paterchurch, una denominació que es remunta al 1289. Sembla que inicialment s'hi va construir una torre medieval que, com altres fortificacions posteriors dels segles divuit i dinou, hauria servit de post de guaita. En el segle disset, diversos edificis s'aplegaven a prop de la torre, i el lloc ja tenia cementiri propi. Pels voltants del 1802, les edificacions de Paterchurch eren enrunades gairebé del tot i, en l'actualitat, només en resten les ruïnes de la torre, conservades en el recinte de la drassana.
La Torre de Paterchurch era el centre d'una gran finca que s'estenia des de Pennar Point fins a Cosheston. Després de passar per les mans d'un seguit de propietaris rurals -les famílies Adams, Owen i Meyrick- les terres on es construirien les drassanes i la nova ciutat quedaren en mans de la família Meyrick.
La ciutat de Pembroke Dock va ser fundada en el 1814, quan la Marina Reial hi feu aixecar unes drassanes. Al 10 de febrer del 1816 s'hi avararen els dos primers vaixells, les fragates de 28 canons Valorous i Ariane. En un interval de 112 anys s'hi construïren 268 vaixells per a la Marina Reial, cinc dels quals "Iots Reials".
El creixement de les dimensions i la importància de la drassana portaren a prevenir-les d'un hipotètic atac, i amb aquesta finalitat es començà el 1844 a fer-hi casernes per la futura guarnició. A l'any següent arribaren efectius d'infanteria de marina de la Portsmouth Division, i més endavant passaren molts altres regiments per la població. Entre el 1849 i el 1857 es van construir dues torres Martello en els extrems sud i nord de les drassanes.
El darrer vaixell avarat fou per a la Royal Fleet Auxiliary, el petrolier Oleander, el 26 d'abril del 1922.
El tancament de la drassana l'any 1926 deixà molts treballadors en l'atur fins al 1931, quan la RAF hi establí una base d'hidroavions, que duraria les tres dècades següents; en el 1943 era la base operacional d'aquests avions (especialment dels tipus Sunderland i PBY Catalina) més gran del món. Donada aquesta importància, no és estrany que, durant la Segona Guerra Mundial, la Luftwaffe alemanya bombardegés les instal·lacions. El 19 d'agost del 1940, un Junkers Ju 88 bombardejà un seguit de dipòsits de combustible a Pennar. El foc causat per les explosions cremà durant 18 dies i a Gran Bretanya és considerada la conflagració més important des del Gran Incendi de Londres. La postguerra fou una època de prosperitat per a la ciutat, que s'allargà fins al 1957, quan s'anunciaren els primers retalls en la guarnició de la RAF. En uns pocs anys (1965) s'estroncà definitivament tota presència militar  Arxivat 2011-10-01 a Wayback Machine..
La prosperitat de la ciutat es refaria amb la construcció de les instal·lacions de refinat de petroli i d'una central elèctrica de fuel, però mai en els nivells d'ocupació que hi havia quan les drassanes estaven en plena activitat.

## Actualitat

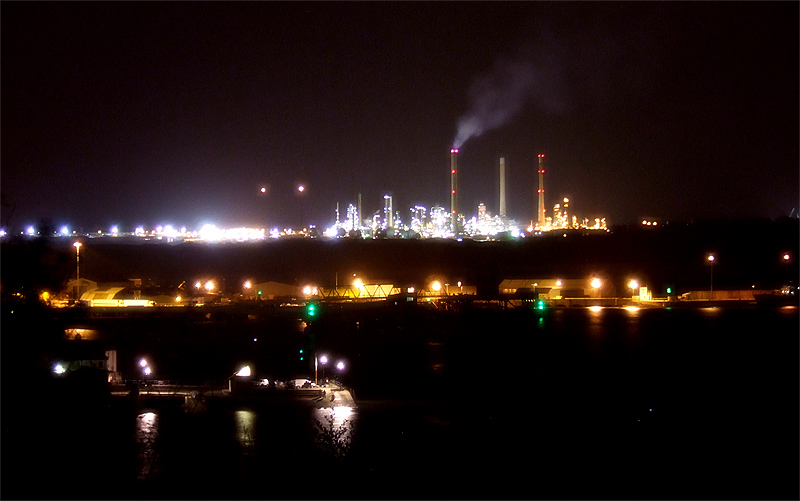
Vista nocturna de Doc Penfro

Avui en dia, la major part de la indústria naval de la població ha desaparegut. La ciutat continua caracteritzant-se per un alt nivell d'atur, baixa inversió pública i privada, i edificis en decadència. La fi de la dècada dels noranta i començaments dels 2000 van veure una revifalla gràcies a l'obertura de grans magatzems com Tesco i Alda i l'inici del Cleddau Business Park. Malauradament, la major part del cinturó verd que es va reservar per al Business Park roman en venda i sense desenvolupar. La fallida d'ITV Digital el 2002 també fou molt perjudicial a la població, ja que plegà el centre d'atenció telefònica que l'empresa hi havia establert.
Les dues torres Martello s'han preservat fins al present: una és un museu local, i l'altre és de propietat privada i està força conservada. El mur de la drassana està substancialment completa, i ha estat recentment restaurada per experts. Dos dels hangars que acolliren els hidroavions emprats en la segona guerra estan registrats com a protegits i en espera de nous usos. També s'ha reconstruït recentment l'església de la drassana que -de moment- està sense ús concret.
La població està ben comunicada per la carretera A477, que neix a Sanclêr, passa per Pembroke Dock i per l'estuari del Daugleddau via el Pont del Cleddau fins a Hwlffordd, capital del comtat. Doc Penfro té també una terminal de ferris amb dues sortides diàries a Rosslare, Irlanda.